# Sheitan
Pour l’article homonyme, voir Sheitan (film).
Sheitan, Cheitan, Chaytan, Shaitan, Al-Shaytān الشيطان) est un mot arabe qui signifie : Satan. Dans un sens plus vaste, sheitan peut vouloir dire : démon, esprit pervers. Ce terme est étymologiquement issu de l'araméen et de l'hébreu : satan.